# Ettore Cinnella
Ettore Cinnella (Miglionico, 4 maggio 1947) è uno storico italiano.

## Biografia
Ha studiato all'Università di Pisa ed è anche stato allievo della Scuola Normale Superiore. Si è laureato nel 1970 con una tesi su "La prima Duma nella rivoluzione russa del 1905" e ha proseguito le ricerche all'estero (a Mosca, Parigi ed Helsinki) grazie ad alcune borse di studio. Ha insegnato Storia contemporanea e Storia dell'Europa orientale presso l'Università di Pisa. Dopo il crollo del regime bolscevico/post-bolscevico nell'URSS, ha lavorato spesso nell'Archivio centrale del partito di Mosca (oggi Archivio statale russo di storia politico-sociale, RGASPI). Ha scritto saggi di storia della Russia e dell'URSS, di storia moderna e contemporanea, di storia dell'Ucraina, di storia della storiografia e di storia degli studi classici.
Tra le sue opere sono da ricordare La tragedia della rivoluzione russa (1917-1921), uscito a Milano nel 2000 e ristampato qualche anno dopo nella Storia universale del Corriere della Sera con il titolo La rivoluzione russa (volume 22), 1905. La vera rivoluzione russa, 1917. La Russia verso l'abisso, Ucraina. Il genocidio dimenticato 1932-1933 e La Russia di Stalin. La formazione del regime totalitario.
Nel 2010 ha pubblicato una biografia del famoso brigante Carmine Crocco, una ricostruzione che utilizza anche fonti lasciate da chi Crocco conobbe direttamente: dalla biografia del capitano Massa fino agli studi dei lombrosiani Pasquale Penta e Salvatore Ottolenghi. Nel 2016 è uscita la seconda edizione del saggio su Crocco, con una postfazione dal titolo Il brigantaggio postunitario: una ferita nella storia d'Italia, dove Cinnella riflette sul fenomeno del brigantaggio, sulle sue radici e sul suo posto nella storia dell'Italia unita.
Nel 2014 ha pubblicato L'altro Marx, dove ricostruisce gli anni del ripensamento e la metamorfosi intellettuale dell'ultimo Marx.
Nel 2015, nel saggio Ucraina. Il genocidio dimenticato 1932-1933 (finalista al Premio Friuli per la Storia 2016), ha affrontato il tema dell'Holodomor. Secondo la tesi di Cinnella, il quale ricostruisce gli eventi sulla base della documentazione emersa dopo il crollo dell'URSS, la carestia che portò alla morte 6 milioni di contadini (due terzi dei quali ucraini) venne orchestrata da Stalin per punire i ribelli delle campagne che, in tutta l'URSS, si opponevano alla collettivizzazione imposta dall'alto. Oltre che sociale, il genocidio fu anche nazionale, perché mirò a distruggere l’identità nazionale e i sentimenti patriottici degli ucraini.

## La tesi sull'ultimo Marx
Nel saggio Marx e le prospettive della rivoluzione russa (1985) Cinnella descrive la metamorfosi intellettuale di Karl Marx nell'ultimo decennio di vita quando, in seguito alla conoscenza delle fonti russe e ai contatti personali con rivoluzionari e intellettuali populisti, il filosofo di Treviri mise in discussione la sua precedente visione strategica e tornò a riflettere sul ruolo storico e sul destino del capitalismo. L'ultimo Marx insomma, secondo l'interpretazione di Cinnella, credeva sempre meno nella rivoluzione proletaria in occidente e cercava altre vie rivoluzionarie, scoprendo la Russia contadina e populistica e le tradizioni comunitarie dei popoli extraeuropei. Nel libro L'altro Marx Cinnella dimostra, attraverso una serie di carteggi con gli amici e corrispondenti russi, come l’autore del Capitale nell’ultimo decennio di vita abbandonò il suo determinismo per arrivare a una rivalutazione delle forme economiche cosiddette primitive. Il cambio di prospettiva dell’ultimo Marx, osserva Cinnella, non riguardano soltanto l’obščina, ma tutto le comunità precapitalistiche. Il filosofo aveva letto, grazie a Maksim Kovalevskij, l’Ancient Society dell’antropologo Lewis Henry Morgan e si era convinto che forme vitali di economia erano state distrutte non solo da fattori economici ma soprattutto da brutali interventi politici.

## L'interpretazione sulle rivoluzioni del 1905 e del 1917
Nei suoi lavori Cinnella ha contestato l'interpretazione tradizionale, che vede nella rivoluzione del 1905 il prologo o la prova generale del 1917. L'aspetto più marcato e vistoso della rivoluzione del 1905 fu, secondo Cinnella, il suo carattere insieme liberale e plebeo. Per la prima volta nella storia russa, la protesta degli abitanti delle campagne trovò uno sbocco politico, grazie all'impegno delle forze politiche d'orientamento populistico: i socialisti rivoluzionari, l'Unione contadina panrussa, i deputati eletti dai contadini alla prima (1906) e alla seconda Duma (1907). Il significato storico della rivoluzione del 1905, secondo Cinnella, va cercato nell'opera d'illuminazione politica delle masse popolari, specie rurali, condotta dai socialisti rivoluzionari e da altre forze politiche, tra cui i liberali.
Nella rivoluzione del febbraio-marzo 1917 le due fondamentali forze motrici della rivoluzione russa, quella liberaldemocratica e quella social popolare, parvero agire all'unisono, determinando il rapido crollo del regime zarista. Tuttavia, ben presto le due componenti entrarono in violenta rotta di collisione: i liberali persero subito ogni influenza sul movimento popolare, che divenne sempre più radicale e aggressivo. Cinnella ritiene che, se è vero che gli operai svolsero un ruolo attivo nelle vicende del 1917 e che i soldati e i marinai influirono anch'essi in maniera decisiva sull'esito della rivoluzione, non bisogna dimenticare che furono i contadini i protagonisti più turbolenti e dinamici della crisi rivoluzionaria. Dopo essere riusciti, nella primavera 1917, ad organizzare pacificamente il disperso mondo rurale, creando una vasta rete di soviet contadini e di comitati agrari, i socialisti rivoluzionari videro scemare bruscamente la loro influenza politica tra i contadini all'inizio dell'autunno. Ebbe allora luogo la più gigantesca e furiosa guerra sociale che mai si fosse vista nelle campagne russe. La guerra contadina degli ultimi mesi del 1917, secondo Cinnella, «rappresentò l'apogeo della rivoluzione sociale russa».
I bolscevichi andarono al potere sull'onda del gigantesco sommovimento plebeo dell'autunno 1917 e poterono giovarsi del determinante aiuto dei socialisti rivoluzionari di sinistra, i quali all'inizio del 1918 placarono le masse contadine con la legge sulla «socializzazione della terra». Tuttavia, nella primavera 1918 la politica agraria del governo bolscevico, con la requisizione forzata dei prodotti agricoli, suscitò la rabbiosa protesta dei contadini, nonché la rottura tra il partito di Lenin e i loro unici alleati (i socialisti rivoluzionari di sinistra). L'introduzione, all'inizio dell'estate 1918, del cosiddetto comunismo di guerra (basato sul prelievo forzato dei prodotti agricoli e sulla rigida centralizzazione dell'intera vita economica), acuì il contrasto tra masse rurali e potere bolscevico. In molte province la guerriglia contadina si tramutò in guerra aperta.
Secondo Cinnella, la rivoluzione russa ebbe termine nell'estate 1921, dopo che fu soffocata l'insurrezione dei marinai e degli operai di Kronstadt e domata la vasta insurrezione contadina nella zona di Tambov.

## Saggi (selezione)
- Marx e le prospettive della rivoluzione russa, «Rivista storica italiana» 1985, pp. 653-734.
- État «prolétarien» et science «bourgeoise»: Les specy pendant les premières années du pouvoir soviétique», «Cahiers du Monde russe et soviétique», XXXII (4), 1991, pp. 469-500.
- La rivoluzione bolscevica. Partito e società nella Russia sovietica, pp. 181, Pacini Fazzi, Lucca 1994.
- The Tragedy of the Russian Revolution. Promise and Default of the left Socialist Revolutionaries in 1918, «Cahiers du Monde russe», XXXVIII (1-2), 1997, pp. 45-82.
- La tragedia della rivoluzione russa (1917-1921), pp. 810, Luni editrice, Milano-Trento 2000.
- Franco Venturi und die russischen Volkstümler, «Archiv für die Geschichte des Widerstandes und der Arbeit», n. 16, Fernwald (Annerod) 2000, pp. 513-535.
- Salvemini e la marcia su Roma, «Rivista storica dell'anarchismo», 2003.
- Makhno et la révolution ukrainienne (1917-1921), Atelier de création libertaire, pp. 135, Lione 2003.
- Il Golgota ucraino del 1932-1933. Alla ricerca della verità, Postfazione a R. Conquest, Raccolto di dolore. Collettivizzazione sovietica e carestia terroristica, Liberal edizioni, Roma 2004.
- Il Settecento russo di Franco Venturi, «Storia della storiografia», 49 (2006), pp. 17-42.
- Rileggendo la prolusione di Aulard al corso di storia della Rivoluzione francese, nel volume Il Settecento di Furio Diaz, Edizioni Plus – Pisa University Press, Pisa 2006, pp. 77-95.
- La rivoluzione russa, pp. 694, Volume 22 della Storia universale del «Corriere della sera», RCS Quotidiani Spa, Milano 2004.
- 1905. La vera rivoluzione russa, pp. 542, Della Porta Editori, Pisa-Cagliari 2008.
- Carmine Crocco. Un brigante nella grande storia, pp. 187, Della Porta Editori, Pisa-Cagliari 2010.
- 1917. La Russia verso l'abisso, pp. 416, Della Porta Editori, Pisa-Cagliari 2012.
- L'invenzione del comunismo nell'antica Grecia. Le donne all'assemblea di Aristofane, pp. 669–720, «Nuova Rivista Storica» 2013.
- Il compromesso storiografico. Il PCI e il giudizio storico sull'URSS, pp. 1–56 «Nuova Rivista Storica» 2014.
- L'altro Marx, pp. 198, Della Porta Editori, Pisa-Cagliari 2014.
- Ucraina: Il genocidio dimenticato 1932-1933, pp. 304, Della Porta Editori, Pisa 2015.
- Guerre e pace nello spazio sovietico (1921-1991), nel volume Imaginer la paix en Europe. De la Pax Romana à l’Union Européenne, ÉPURE – Éditions et presses universitaires de Reims, Reims 2016, pp. 197-239.
- Carmine Crocco. Un brigante nella grande storia, seconda edizione, pp. 272, Della Porta Editori, Pisa 2016.
- 1917. La Russia verso l'abisso, seconda edizione, pp. 474, Della Porta Editori, Pisa 2017.
- La rivoluzione russa in 100 date, pp. 137, Della Porta Editori, Pisa 2017.
- Lo zar e il latino. Gli studi classici in Russia tra Otto e Novecento, pp. 260, Della Porta Editori, Pisa 2018.
- Pietro il Grande. La Russia diventa una potenza europea, raccontato da Ettore Cinnella, GEDI, Roma 2020, pp. 5-34.
- Gli «scrittori della vita campagnola». Note sulla narrativa sovietica dopo il 1956, nel volume La Russia e l’Occidente. Visioni, riflessioni e codici ispirati a Vittorio Strada, Marsilio, Venezia 2020, pp. 176-191.
- La Russia di Stalin. La formazione del regime totalitario, pp. 764, Della Porta Editori, Pisa 2021.
- Indagini e riflessioni sulla democrazia ateniese nella Russia prerivoluzionaria, nei Quaderni della Rivista Storica Italiana 3. La democrazia ateniese in età moderna e contemporanea, Edizioni Scientifiche Italiane, Napoli 2023, pp. 165-195.
- Storia e leggenda della Rus’ di Kiev, pp. 352, Della Porta Editori, Pisa 2024.

## Recensioni (selezione)
- Piero Sinatti, Lenin, genesi di una catastrofe, in Il Sole 24 Ore, 12 novembre 2000.
- Vittorio Strada, Rivoluzione bolscevica, anatomia di una tragedia, in Corriere della Sera, 5 dicembre 2000,  pp. pag. 35 (archiviato dall'url originale il 1º gennaio 2016).
- Fabio Bettanin, Furore giacobino di un'élite inadeguata, in L'Indice dei Libri del Mese, aprile 2001.
- Bruno Bongiovanni, Dagli archivi ex sovietici, in L'Indice dei Libri del Mese, febbraio 2009.
- Antonio Carioti, San Pietroburgo 1905: la Rivoluzione abortita, in Corriere della Sera, 12 febbraio 2009,  pp. pag. 42 (archiviato dall'url originale il 1º gennaio 2016).
- Francesco Benvenuti, Recensione a 1905. La vera rivoluzione russa, in Il Mestiere di Storico (SISSCO), 2010.
- Antonio Carioti, Il Gulag, lo Sputnik e lo Scarafaggio. Potenza e miseria del regime sovietico, in La Lettura – Corriere della Sera, 28 ottobre 2012.
- David Bidussa, Quando Marx si sdoppiò, in Domenica – Il Sole 24 Ore, 21 settembre 2014.
- Simone Bellezza, Ucraina. Per costruire un’identità nazionale, in L’Indice dei libri del mese, settembre 2015.
- Riccardo Michelucci, Ucraina, la verità sul genocidio nascosto dell'URSS, in L'Avvenire, 10 ottobre 2015.
- Dino Messina, Ucraina. 1932-1933: un castigo intenzionale, in La Lettura – Corriere della Sera, giugno 2015.
- Vincenzo Fratta, Lo sterminio dei contadini voluto da Stalin, in Secolo d’Italia, 19 novembre 2015.
- Giorgio Dell'Arti, La grande fame ucraina, in Domenica – Il Sole 24 Ore, 17 gennaio 2016.
- Emilio Gentile, Gennaio 1918: è dittatura, in Domenica – Il Sole 24 Ore, 28 gennaio 2018.
- Marco Natalizi, La Russia di Stalin. La formazione del regime totalitario, in Rivista Storica Italiana, aprile 2023.